# Kastorbrunnen
Kastorbrunnen – klasycystyczna studnia, znajdująca się w Koblencji, w dzielnicy Altstadt, na placu przed bazyliką św. Kastora. Jest wymieniona w katalogu zabytków kulturowych Generalnej Dyrekcji Dziedzictwa Kulturowego Nadrenii-Palatynatu (niem. Generaldirektion Kulturelles Erbe Rheinland-Pfalz).

## Historia

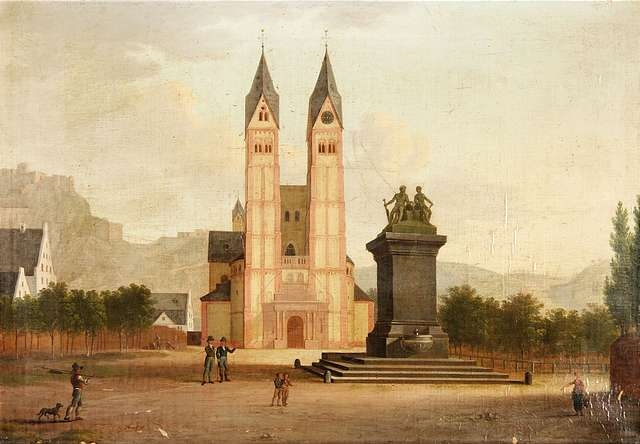
Studnia na obrazie olejnym Johanna Bachty

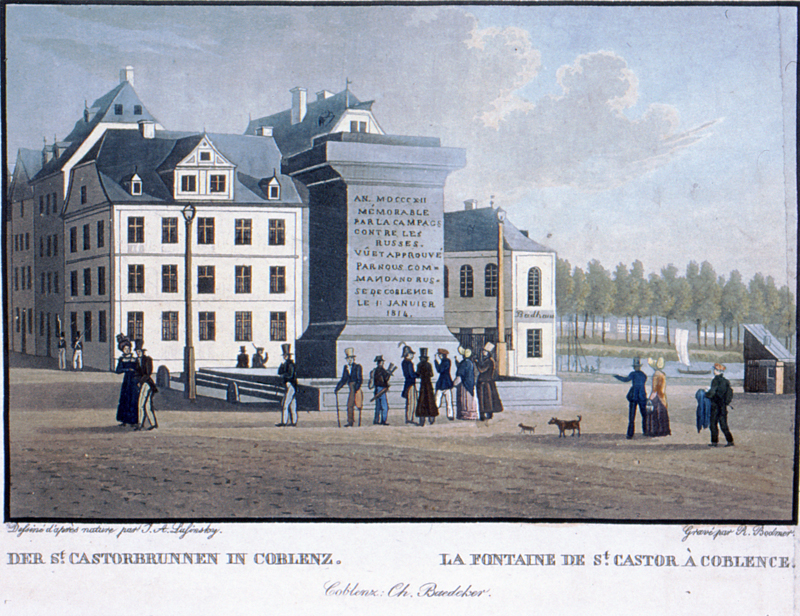
Studnia około 1830 roku

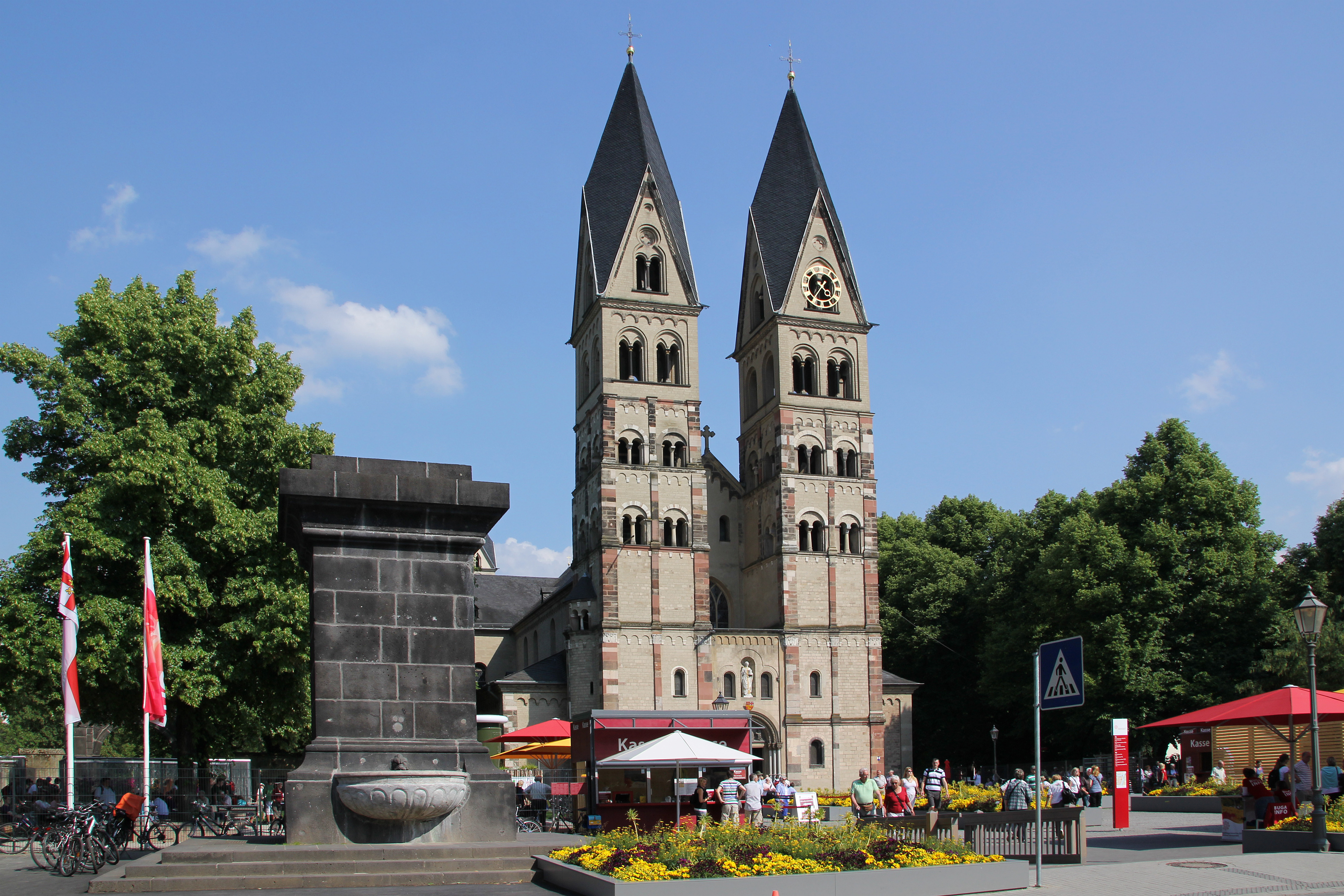
Studnia na tle bazyliki św. Kastora w 2011 roku

Studnia Kastorbrunnen została zbudowana w 1812 roku z inicjatywy francuskiego prefekta Koblencji, Julesa Doazana. Wzniesiona w stylu klasycystycznym z bazaltowych bloków, ozdobiona kompozycją rzeźbiarską i mająca dwie, położone naprzeciwko siebie półokrągłe, marmurowe misy, budowla miała upamiętnić oczekiwane zwycięstwo cesarza Napoleona podczas inwazji na Rosję, w związku z czym Doazan jeszcze przed zakończeniem tej kampanii kazał oficerowi Chauchetowi wyryć na studni następujący napis:

AN MDCCCXII
MEMORABLE PAR LA CAMPAGNE CONTRE LES RUSSES
SOUS LE PRÉFECTURA DE JULES DOAZAN.

(pol. Rok 1812
na pamiątkę kampanii przeciwko Rosjanom
pod prefekturą Julesa Doazana.)

Kampania rosyjska zakończyła się druzgocącą klęską Francji, zaś składający się z żołnierzy rosyjskich i pruskich korpus armijny Emmanuela de Saint-Priesta, stanowiący prawe skrzydło Armii Śląskiej Gebharda Leberechta von Blüchera, po bitwie pod Lipskiem, w nocy z 31 grudnia 1813 roku na 1 stycznia 1814 roku przekroczył Ren między Neuwied, a ujściem rzeki Lahn i zajął opuszczoną przez Francuzów Koblencję. 1 stycznia 1814 roku rosyjski komendant miasta umieścił pod wyrytym na studni Kastorbrunnen napisem odnoszące się do niego humorystyczne potwierdzenie w języku francuskim: 

VU ET APPROUVÉ PAR NOUS COMMANDANT
RUSSE DE LA VILLE DE COBLENTZ
LE 1ER JANVIER 1814.

(pol. Widziane i zatwierdzone przez nas, komendant
rosyjski miasta Koblencja
1-go stycznia 1814.)

Jeszcze w XIX wieku ze studni usunięto kompozycję rzeźbiarską. Obecnie budowla znajduje się na zachód od swojego pierwotnego położenia i jest jednym z najważniejszych źródeł wody w Koblencji.